# Eustrotia triangulata
Eustrotia triangulata là một loài bướm đêm trong họ Noctuidae.